# Hemianax ephippiger
Hemianax ephippiger hoặc Anax ephippiger, tiếng Anh: Vagrant Emperor, là một loài chuồn chuồn ngô thuộc họ Aeshnidae. Nó được tìm thấy ở Algérie, Angola, Botswana, Cameroon, Tchad, Cộng hòa Dân chủ Congo, Bờ Biển Ngà, Ai Cập, Guinea Xích Đạo, Ethiopia, Gambia, Ghana, Kenya, Madagascar, Malawi, Mauritanie, Mauritius, Maroc, Mozambique, Namibia, Niger, Nigeria, São Tomé và Príncipe, Senegal, Seychelles, Somalia, Nam Phi, Sudan, Tanzania, Togo, Uganda, Zambia, Zimbabwe, và có thể Burundi. Được ghi nhận ở Malta năm 1957, và kể từ đó cứ vài năm lại thấy chúng di cư đến thành đợt lớn. Người ta không thấy chúng sinh sản ở quần đảo Malta. Các môi trường sống tự nhiên của chúng là đất ngập nước với cây bụi là chủ yếu, đầm lầy, hồ nước ngọt, hồ nước ngọt có nước theo mùa, đầm nước ngọt, đầm nước ngọt có nước theo mùa, và suối nước ngọt.

## Hình ảnh

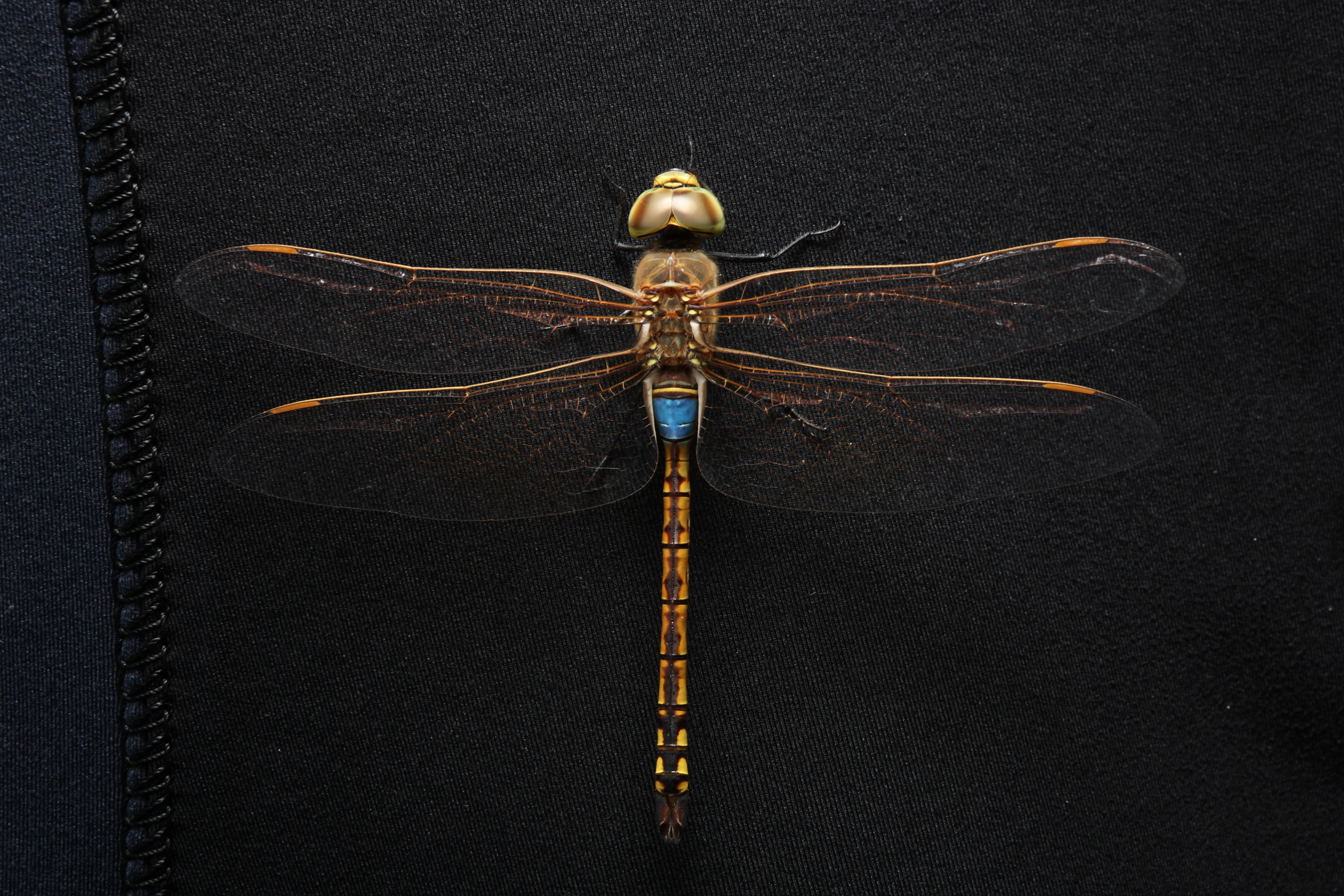